# Mostviertler Donauradweg

Landschaft Mostviertler Donauradweg

Der Mostviertler Donauradweg ist ein Radwanderweg, der durch das Mostviertel von St. Pantaleon-Erla bis Ybbs an der Donau führt. Er ist ein Teilabschnitt des Donauradweges in Niederösterreich, welcher großteils entlang der Donau verläuft und drei Rundkurse sowie zahlreiche Sehenswürdigkeiten entlang der Strecke enthält.

## Wissenswertes

Treppelweg Informationsschild

Wegweisung entlang der Strecke

Der Mostviertler Donauradweg ist ein sehr gut ausgebauter Radfernweg in Niederösterreich. Er erstreckt sich von den Weiten des Machlandes bis zu den wilden Enden des Strudengaus entlang des südlichen Donauufers.
Der Weg verläuft durch den landschaftlich flachen Teil des Mostviertels. Die Strecke führt von der Gemeinde St. Pantaleon-Erla bis Ybbs/Persenbeug. Die Beschilderung besteht in Form einer durchgehenden Wegweisung und zahlreichen Informationsschildern über mögliche Fahrverbote.

## Streckenbeschreibung
Der Mostviertler Donauradweg durchquert sieben Ortschaften.
- St. Pantaleon-Erla
- Erla
- Wallsee-Sindelburg
- Ardagger
- Hößgang
- Freyenstein
- Willersbach
- Ybbs an der Donau

Beginnend in St. Pantaleon führt der Weg nach Erla und weiter in die untere Au. Dieser Streckenabschnitt umfasst 10 Kilometer. Von der unteren Au bis zum Kraftwerk Wallsee-Mitterkirchen umfasst die Route weitere 6 Kilometer. Folgend der Beschilderung führt der Weg nach 11 Kilometern nach Ardagger. Von Ardagger bis nach Ybbs misst die Strecke 23 Kilometer. Dieser letzte Abschnitt verläuft durchgehend entlang der Donau.
Die Route erstreckt sich über verschiedene Etappen und Wege. An zwei Stellen des Radwanderweges führt die Wegweisung nicht entlang der Donau. Hier wird der Treppelweg für einige Kilometer verlassen, da dieser Abschnitt für Radfahrer nicht befahrbar ist. Diese Stellen sind in Stein (Gemeinde St. Pantaleon) und in Wallsee.
Vier Brücken verbinden das südliche mit dem nördlichen Donauufer im Mostviertel, welche die beidseitige Befahrung des Donauradweges ermöglichen. Diese sind:
- Donaubrücke Mauthausen
- Kraftwerk Wallsee-Mitterkirchen
- Donaubrücke Grein
- Kraftwerk Ybbs-Persenbeug

## Rundkurse

### St. Pantaleon-Erla/Mauthausen-Wallsee
Der erste Rundkurs verläuft von St. Pantaleon-Erla/Mauthausen nach Wallsee. Startpunkt der Route liegt in der Gemeinde Wallsee, wo die Kraftwerksbrücke Richtung Oberösterreich überquert wird. Die Strecke führt entlang des nördlichen Donauufers, über Au an der Donau bis nach Mauthausen. Hier wird die Donau erneut überquert. Man kann zwischen dem Weg über die Donau-Brücke oder der Donau-Radfähre wählen. Die Wegweisung führt durch das Mostviertel wieder zurück zum Ausgangspunkt in Wallsee. Die gesamte Strecke hat eine Länge von 35 Kilometern.

### Grein-Ardagger-Wallsee
Der zweite Rundkurs führt von Grein über Ardagger nach Wallsee. Der Startpunkt dieser Route befindet sich im Donauwellenpark in der Gemeinde Ardagger. Von diesem Punkt aus verläuft die Strecke weiter flussabwärts bis zur Donaubrücke Grein. Nach der Überquerung der Donaubrücke geht es auf der oberösterreichischen Seite bis Dornach. Die Wegweiser führen die Radfahrer anschließend über Mitterkirchen im Machland zu der Kraftwerksbrücke Wallsee. Der letzte Teil der Strecke führt zurück zum Ausgangspunkt nach Ardagger. Diese Strecke umfasst 34 Kilometer.

### Grein-Ybbs-Grein
Der dritte Rundkurs verläuft von der Donaubrücke Grein bis nach Ybbs/Persenbeug. Der Startpunkt dieser Route ist bei der Donaubrücke Grein. Von dort aus verläuft die Strecke durch den Hößgang nach Freyenstein und weiter nach Ybbs an der Donau. Zurück zum Ausgangspunkt nach Grein verläuft die Route über dieselbe Strecke. Diese Route kann über die Kraftwerksbrücke Ybbs entlang des nördlichen Donauufers bis nach Grein vollendet werden. Diese Route misst eine Länge von 42 Kilometern.

## Sehenswertes
Der Mostviertler Donauradweg bietet zahlreiche Sehenswürdigkeiten entlang der Strecke.

Mostviertler Rundholzbrücke

- Mostviertler Rundholzbrücke

Die Mostviertler Rundholzbrücke war die längste Rundholzbrücke in Mitteleuropa und führte über den Ennskanal in der Gemeinde St. Pantaleon-Erla. Sie hatte eine Länge von 91 Metern und wurde im September 2003 eröffnet. Diese Rundholzbrücke galt als das Tor zum Mostviertel. Auf Grund ihrer Schrägseilbautechnik wurde sie auch als Wooden Gate Bridge bezeichnet. Der Mostviertler Donauradweg führte über diese Brücke.
Die Rundholzbrücke existiert nicht mehr, da sie nicht sanierbar war. Stattdessen gibt es seit dem Jahr 2017 an der Stelle eine Trogbrücke aus Brettschichtholz mit Verkleidung.
- Oldtimermuseum Ardagger

Das Oldtimermuseum Ardagger wurde 2001 eröffnet und stellt alte Motorräder und Autos zur Besichtigung für Besucher bereit. Es befindet sich in einem ehemaligen Rossstall des Stiftes Ardagger.
- Mostviertler Riesenmostbirne

Die hölzerne Birne ist 6 Meter hoch, 4,5 Meter breit und 5.000 kg schwer. Sie befindet sich vor dem Gasthaus Parlament in Stephanshart in der Gemeinde Ardagger. Im Inneren der Birne wird die Entstehung einer Mostbirne, von der Blüte bis zur Frucht, durch anschauliche Bilder erklärt.
- Römermuseum Wallsee-Sindelburg

Das seit 1993 existierende Römermuseum Wallsee-Sindelburg befindet sich im Salzhaus gegenüber der Schlosseinfahrt in der Gemeinde Wallsee-Sindelburg. In dem Museum werden die Geschichte sowie Funde des Kastell Wallsee bereitgestellt.
- Stift Ardagger

Das Stift Ardagger ist eine Stiftskirche in der Katastralgemeinde Ardagger im Bezirk Amstetten.
- Ruine Freyenstein

Die Ruine Freyenstein befindet sich in der Gemeinde Neustadtl an der Donau. Ihr Standort war früher vermutlich ein keltischer Kultplatz. Im Jahr 1453 wurde die Burg ausgebaut. Aus steuerlichen Gründen wurde sie dem Verfall preisgegeben. Heute ist die Ruine in Privatbesitz.

## Veranstaltungen
Die zwei berühmtesten Veranstaltungen entlang des Mostviertler Donauradwegs sind der Kollmitzberger Kirtag und die Veranstaltung Donau in Flammen. Der Kirtag findet jedes Jahr im September am Kollmitzberg in der gleichnamigen Ortschaft statt. Die Werbegemeinschaft Donau Oberösterreich und die Donauschiffahrt Wurm und Köck veranstalten jährlich im August ein Feuerwerk entlang des südlichen oder nördlichen Donauufers.